# Briana Evigan
Briana Evigan (sinh 23 tháng 10 năm 1986) là một diễn viên và vũ công người Hoa Kỳ, được biết đến với vai trò chính của mình trong phim Step Up 2: The Streets trong vai Andie West.

## Thủa nhỏ
Evigan được sinh ra ở Los Angeles, California, con gái của Pamela C. Serpe, một vũ công, người mẫu, và diễn viên, và cha là diễn viên Greg Evigan. Cô là người nhỏ tuổi nhất trong ba anh chị em, với anh trai Jason và chị gái Vanessa Lee. Cô đã học khiêu vũ trong chín năm. Cô cũng thực hiện một bài phát biểu và có mức độ giao tiếp tại Los Angeles Valley College.

## Sự nghiệp
Cô thực hiện bộ phim đầu tay của cô trong năm 1996 với House of the Damned, nơi đó cô đóng vai con gái với vai người cha là người cha thực của cô.
Năm 2003 cô xuất hiện trong video ca nhạc của Linkin Park cho đĩa đơn "Numb".
Cô ấy cũng đã xuất hiện trong phim Something Sweet và Bottoms Up, và cũng có thể đóng vai nhân vật chính trong 2008 của Step Up 2: The Streets, cùng với Robert Hoffman, Cassie, Adam G. Sevani và Telisha Shaw.
Vào 1 tháng 6 năm 2008, Evigan received ađã nhận được một  MTV Movie Award lời đề nghị đóng cùng với ngôi sao Robert Hoffman cho "Nụ hôn đẹp nhất" trong phim 2008 của họ Step Up 2: The Streets.
Vào 2 tháng 4 năm 2009, Briana nhận được một Giải thưởng 2009 ShoWest cùng với ngôi sao từ Sorority Row cho "Female Star of Tomorrow".

## Các phim
| Năm         | Tiêu đề                      | Vai trò                         | Ghi chú |
| ----------- | ---------------------------- | ------------------------------- | --- |
| Television  |                              |                                 | |
| 2008        | Fear Itself: New Year's Day  | Helen                           | Sixth episode of the NBC horror anthology                                                                      |
| Phim        |                              |                                 | |
| 2004        | Something Sweet              | Wannabe Actress #1/Feature Pool | |
| 2006        | Bottoms Up                   | High School Girl                | |
| 2008        | Step Up 2: The Streets       | Andie West                      | Giành chiến thắng 2008 Best Kiss tại 2008 MTV Movie Awards (cùng với Robert Hoffman III)                       |
| 2009        | S. Darko                     | Corey Richardson                | |
| 2009        | Subject: I Love You          | Butterfly                       | |
| 2009        | Burning Bright               | Kelly                           | |
| 2009        | Sorority Row                 | Cassidy                         | |
| 2010        | Mother's Day                 | Annette                         | Pre-Production                                                                                                 |
| Music Video |                              |                                 | |
| 2003        | "Numb"                       |                                 | Music video bởi Linkin Park                                                                                    |
| 2007/2008   | "Low"                        |                                 | Music video bởi Flo Rida đặc trưng bởi T-Pain                                                                  |
| 2008        | "Push"                       |                                 | Music video bởi Enrique Iglesias                                                                               |
| 2008        | "Church"                     |                                 | Music video bởi T-Pain                                                                                         |
| 2008        | "I Don't Think When I Dance" |                                 | Music video produced & directed by Sammy Smith; choreography by Briana Evigan; lyrics by Jason & Briana Evigan |